# Atropacarus paraclavatus
Atropacarus paraclavatus är en kvalsterart som beskrevs av Wojciech Niedbała 2002. Atropacarus paraclavatus ingår i släktet Atropacarus och familjen Phthiracaridae. Inga underarter finns listade.